# Гершберг, Роальд Евгеньевич
Роа́льд Евге́ньевич Ге́ршберг (род. 12 марта 1933, Киев, СССР) — советский и украинский астроном, доктор физико-математических наук.

## Биография
Родился в Киеве, в 1955 году окончил Томский университет. С этого года работает в Крымской астрофизической обсерватории АН СССР.
Основные труды в области физики нестационарных звёзд и межзвёздной среды. Большой цикл работ посвящён изучению вспыхивающих звёзд типа UV Кита. Провел анализ их блеска, цвета, спектральных особенностей во время вспышек и в спокойном состоянии. Получил первые спектры вспышек с высоким временным разрешением. Детально разработал хромосферную, или небулярную, модель вспышек; обосновал идею идентичности физической природы вспышек и активности в целом на красных карликовых звёздах и на Солнце. Исходя из развитого совместно с С. Б. Пикельнером представления о неустойчивости астрофизической плазмы к образованию волокон, предложил гидродинамическую модель возникновения в системах взаимодействующих галактик «хвостов» и перемычек. Автор монографий «Вспышки красных карликовых звёзд» (1970) и «Вспыхивающие звезды малых масс» (1978).